# TWO WEEKS (テレビドラマ)
『TWO WEEKS』（韓国語：투윅스）は、2013年8月7日から2013年9月26日まで全16回に渡って韓国MBCで放送された大韓民国のテレビドラマである。主演はイ・ジュンギ。殺人容疑の濡れ衣を着せられた男が、白血病を患った娘の骨髄移植手術までの2週間に及ぶ逃亡劇を繰り広げる姿を描いた。
2019年7月期に、カンテレ制作で同名タイトルのリメイク版がフジテレビにおいて放送された。

## キャスト

### 主人公
チャン・テサン
演 - イ・ジュンギ、日本語吹替 - 石田彰
質店の雇われ店主であり、チンピラ。
思わぬ策略で殺人事件の容疑者となり、白血病の娘の骨髄移植手術のために逃亡する決意をする。

### チャン・テサンの関係者
ソ・イネ
演 - パク・ハソン、日本語吹替 - 日笠陽子
スジンの母親でテサンの元恋人。
8年前にテサンとの間にスジンを産んだことを伝える。
ソ・スジン
演 - イ・チェミ、日本語吹替 - ゆりん
テサンとイネとの間に生まれた女児。
白血病を患っており、骨髄移植でしか治せない。病院で出会ったテサンが父親であることに気づいている。

### 捜査関係者
イム・スンウ
演 - リュ・スヨン、日本語吹替 - 加瀬康之
警察庁長官を父に持つエリート刑事。
パク・ジェギョン
演 - キム・ソヨン、日本語吹替 - 園崎未恵
テサンの脱走事件を捜査している検事。

### キーパーソン
ムン・イルソク
演 - チョ・ミンギ、日本語吹替 - 中村和正
事業家。以前は釜山の組織暴力団のボスだった。
かつてテサンを2度、自分の身代わりとして刑務所送りにしたことがある。
チョ・ソヒ
演 - キム・ヘオク、日本語吹替 - 杉山滋美
元弁護士で、現在は国会議員を務める。
国民から人気があるが、裏ではイルソクと手を組んで、麻薬の密売計画を画策している。

## スタッフ
- 制作 - イ・ジンソク
- 脚本 - ソ・ヒョンギョン
- 演出 - ソン・ヒョンソク、チェ・ジョンギ
- 音楽 - オ・ソク・ジュン

## 視聴率
| Ep.  | 放送日        | 平均オーディエンスシェア | 平均オーディエンスシェア | 平均オーディエンスシェア | 平均オーディエンスシェア |
| Ep.  | 放送日        | TNmS評価                 | TNmS評価                 | AGBニールセン            | AGBニールセン            |
| Ep.  | 放送日        | 全国                     | ソウル                   | 全国                     | ソウル                   |
| ---- | ------------- | ------------------------ | ------------------------ | ------------------------ | ------------------------ |
| 1    | 2013年8月7日  | 7.6％                    | 8.7％                    | 7.5％                    | 8.9％                    |
| 2    | 2013年8月8日  | 7.7％                    | 9.2％                    | 8.0％                    | 9.8％                    |
| 3    | 2013年8月14日 | 10.3％                   | 12.8％                   | 10.0％                   | 12.1％                   |
| 4    | 2013年8月15日 | 8.8％                    | 10.5％                   | 9.2％                    | 11.1％                   |
| 5    | 2013年8月21日 | 8.6％                    | 10.9％                   | 8.1％                    | 9.1％                    |
| 6    | 2013年8月22日 | 9.2％                    | 10.4％                   | 10.1％                   | 12.0％                   |
| 7    | 2013年8月28日 | 8.5％                    | 10.7％                   | 9.4％                    | 10.3％                   |
| 8    | 2013年8月29日 | 9.0％                    | 10.4％                   | 11.5％                   | 13.4％                   |
| 9    | 2013年9月4日  | 9.8％                    | 11.4％                   | 9.5％                    | 10.6％                   |
| 10   | 2013年9月5日  | 9.9％                    | 10.8％                   | 9.9％                    | 11.3％                   |
| 11   | 2013年9月11日 | 9.4％                    | 11.1％                   | 9.5％                    | 10.8％                   |
| 12   | 2013年9月12日 | 9.4％                    | 11.2％                   | 11.0％                   | 12.4％                   |
| 13   | 2013年9月18日 | 8.3％                    | 9.7％                    | 8.7％                    | 10.0％                   |
| 14   | 2013年9月19日 | 8.6％                    | 10.4％                   | 8.8％                    | 9.7％                    |
| 15   | 2013年9月25日 | 9.3％                    | 10.5％                   | 9.4％                    | 10.8％                   |
| 16   | 2013年9月26日 | 10.4％                   | 11.9％                   | 11.0％                   | 12.9％                   |
| 平均 | 平均          | 9.1％                    | 10.7％                   | 9.5％                    | 11.0％                   |

## 賞とノミネート
| 年   | 賞                      | カテゴリー             | 受信者           | 結果       |
| ---- | ----------------------- | ---------------------- | ---------------- | ---------- |
| 2013 | 第2回APANスターアワード | 最優秀俳優賞           | イ・ジュンギ     | 受賞       |
| 2013 | 第2回APANスターアワード | 優秀女優賞             | キム・ソヨン     | 受賞       |
| 2013 | 第2回APANスターアワード | 演技俳優賞             | チョン・ホジン   | ノミネート |
| 2013 | 第2回APANスターアワード | 脚本賞                 | ソ・ヒョンギョン | 受賞       |
| 2013 | MBC演技大賞             | 優秀俳優賞             | イ・ジュンギ     | ノミネート |
| 2013 | MBC演技大賞             | 優秀女優賞             | キム・ソヨン     | ノミネート |
| 2013 | MBC演技大賞             | 優秀女優賞             | パク・ハソン     | ノミネート |
| 2013 | MBC演技大賞             | ゴールデン演技賞、俳優 | チョ・ミンギ     | ノミネート |
| 2014 | 第50回 百想芸術大賞     | TV部門人気俳優賞       | イ・ジュンギ     | ノミネート |
| 2014 | 第50回 百想芸術大賞     | TV部門人気女優賞       | パク・ハソン     | ノミネート |

## 日本での放送

### 放送局
- 2020年3月5日より（BS12）[5]

### 配信・レンタル
- U-NEXT
- FODプレミアム
- TSUTAYA TV
- dTV
- GYAO!

## リメイクテレビドラマ
カンテレ製作、フジテレビ系「火曜21時枠」で、2019年7月16日から9月17日まで放送された。主演は三浦春馬。

### あらすじ（リメイク版）
殺人未遂容疑で服役した過去を持つ結城大地。出所後は自分の人生に希望を見出すこともできず、ただ惰性で生きるだけの日々だった。しかしある日、かつて結城が心の底から愛した女性すみれが現れて、結城との間にできた子供を産み育てていたことを告げる。しかも、今年8歳になるその娘はなは白血病を患っており、骨髄移植手術でしか治る術がないという。戸惑いながらもドナーの適合検査を受けた病院で、結城は偶然“はな”に会い、思いがけず娘に対する愛情が芽生え始める。しかも検査の結果、結城の骨髄は娘に適合していると判明し、結城は一度は捨てたはずの人生に希望を見出す。ところが、ある者の策略により結城は殺人事件の容疑者として逮捕されてしまう。娘の骨髄移植手術が行われるのは2週間後。このままでは手術に間に合わないと悟った結城は娘の命を救うための逃亡劇を企てる。

### キャスト（リメイク版）
主人公
- 結城大地〈30〉（殺人罪で逮捕された後、逃亡している男性） - 三浦春馬（幼少期：込江大牙）

結城の関係者
- 青柳すみれ（結城の元恋人） - 比嘉愛未
- 青柳はな（白血病を患っている結城とすみれの娘） - 稲垣来泉
- 岡崎亜希子（はなの担当看護師） - 村井麻友美
- 小池夏美（はなの主治医） - 原沙知絵

東京地検 港南支部
- 月島楓（結城が起こしたとされる事件を捜査する検事） - 芳根京子
- 角田智一（楓の検察事務官） - 近藤公園
- 岩崎恭二（支部長） - 神尾佑

警視庁 桜田西署 強行犯係
- 有馬海忠（すみれの婚約者、警部補） - 三浦貴大
- 乾大輝（巡査） - 鈴木仁
- 国木田孝 - 増田修一朗
- 葛城茂（警部） - バッファロー吾郎A

柴崎コーポレーション
- 久留和保（クラブオーナー） - 池田鉄洋
- 間宮裕（柴崎の秘書） - 久保田悠来
- ホンダ（柴崎の手下） - 玉置玲央
- 宮沢（柴崎の手下） - 大下ヒロト
- 柴崎要（社長） - 高嶋政伸

その他
- 柏木愛（楓の協力者） - 立花恵理
- 灰谷（結城の命を狙う殺し屋） - 磯村勇斗（第2話 - 最終話）
- 相良サトル（結城の同居人） - 森永悠希（幼少期：青木凰）
- 桜木琴美（サトルの恋人） - 小篠恵奈
- 久我融（久我の息子） - 島村龍乃介
- 久我早穂子（国会議員、楓の良き理解者） - 黒木瞳

ゲスト
第3話
- 北村義江（結城が逃げ込んだ民家に住む女性） - 倍賞美津子
- 月島和史（楓の父） - 木川淳一

第4話
- 春川（家を持たない生活をする若者） - 柿澤勇人

第5話
- 室岡峻治（結城や柴崎の過去を知る男性） - 村上淳
- 室岡晴人（室岡の1人息子） - 鳥越壮真
- 結城の母親 - 竹内渉

### スタッフ（リメイク版）
- 原作 - 『TWO WEEKS』（韓国MBC製作、脚本：ソ・ヒョンギョン）
- 脚本 - 山浦雅大、高山直也
- 音楽 - 木村秀彬
- 主題歌 - 三浦春馬 「Fight for your heart」（A-Sketch）[16]
- オープニングテーマ - 04 Limited Sazabys 「Montage」（日本コロムビア）[17]
- プロデュース - 岡光寛子（カンテレ）、白石裕菜（ホリプロ）、平部隆明（ホリプロ）
- 演出 - 本橋圭太、木内健人
- 制作協力 - ホリプロ
- 制作著作 - カンテレ

### 放送日程（リメイク版）
| 話数                                                                        | 放送日  | サブタイトル                                   | 脚本     | 演出     | 視聴率 |
| --------------------------------------------------------------------------- | ------- | ---------------------------------------------- | -------- | -------- | ------ |
| Episode.01                                                                  | 7月16日 | 初めて父性に目覚めた男の逃亡劇! 娘の命救えるか | 山浦雅大 | 本橋圭太 | 8.4%   |
| Episode.02                                                                  | 7月23日 | 明かされる真犯人! 迫る包囲網と謎の男           | 山浦雅大 | 本橋圭太 | 5.9%   |
| Episode.03                                                                  | 7月30日 | 新たなる殺人事件! 2人の男波乱の対峙            | 山浦雅大 | 木内健人 | 6.4%   |
| Episode.04                                                                  | 8月06日 | 愛娘に迫る魔の手! 逃亡劇最大のピンチ!          | 山浦雅大 | 木内健人 | 5.4%   |
| Episode.05                                                                  | 8月13日 | 因縁の男と直接対決! 複雑に絡む三角関係         | 山浦雅大 | 本橋圭太 | 6.2%   |
| Episode.06                                                                  | 8月20日 | 黒幕の正体判明! 証拠映像の中身とは             | 山浦雅大 | 木内健人 | 6.2%   |
| Episode.07                                                                  | 8月27日 | 新章突入! 逆襲開始! 悪を暴く秘策とは?          | 高山直也 | 本橋圭太 | 6.1%   |
| Episode.08                                                                  | 9月03日 | 逆転劇! 涙の決別…命をかけた心理戦              | 高山直也 | 木内健人 | 6.0%   |
| Episode.09                                                                  | 9月10日 | 最終章へ! 悪の逆襲! 真の黒幕と直接対決         | 高山直也 | 本橋圭太 | 6.7%   |
| Final Episode                                                               | 9月17日 | 2週間最後の日…父と娘の約束                     | 高山直也 | 本橋圭太 | 7.7%   |
| 平均視聴率 6.5%（視聴率はビデオリサーチ調べ、関東地区・世帯・リアルタイム） |         |                                                |          |          |        |

### チェインストーリー
各回の放送終了直後となる21時54分（地上波放送の終了時刻が繰り下がる場合は、その時刻）からGYAO!限定で配信開始。
サブタイトル・キャスト
- 1.5話 TWO DAYS〜楓と愛〜

- 芳根京子、立花恵理

- 2.5話 TWO DAYS〜強行犯係〜

- 三浦貴大、鈴木仁、増田修一朗、バッファロー吾郎A

- 3.5話 TWO DAYS〜久留和と間宮。時々、柴崎〜

- 池田鉄洋、久保田悠来

- 4.5話 TWO DAYS〜はなと夏美〜

- 稲垣来泉、原沙知絵

- 5.5話 TWO DAYS〜ホンダと宮沢。時々、久留和〜

- 玉置玲央、大下ヒロト、池田鉄洋

- 6.5話 TWO DAYS〜東京地検港南支部〜

- 近藤公園、神尾佑

- 7.5話 TWO DAYS〜すみれとはな〜

- 比嘉愛未、稲垣来泉、村井麻友美

- 8.5話 TWO DAYS〜灰谷〜

- 磯村勇斗、鈴木仁、増田修一朗

- 9.5話 TWO DAYS〜有馬とはな〜

- 三浦貴大、稲垣来泉

スタッフ
- 原作 - 「TWO WEEKS」（韓国MBC制作、脚本：ソ・ヒョンギョン）
- 脚本 - 三浦希紗
- 音楽 - 木村秀彬
- 特別協力 - GYAO!
- プロデュース - 岡光寛子、吉本剛、豊福陽子、白石裕菜、平部隆明
- 演出 - 日高貴士、井上雄介、片山雄一
- 制作協力 - ホリプロ
- 制作著作 - カンテレ

| カンテレ制作・フジテレビ系 火曜21時枠            | カンテレ制作・フジテレビ系 火曜21時枠 | カンテレ制作・フジテレビ系 火曜21時枠           |
| 前番組                                           | 番組名                                | 次番組                                          |
| ------------------------------------------------ | ------------------------------------- | ----------------------------------------------- |
| パーフェクトワールド （2019年4月16日 - 6月25日） | TWO WEEKS （2019年7月16日 - 9月17日） | まだ結婚できない男 （2019年10月8日 - 12月10日） |